# سی‌کلیف (آلاباما)
سی‌کلیف (به انگلیسی: Seacliff) یک منطقهٔ مسکونی در ایالات متحده آمریکا است که در شهرستان بالدوین، آلاباما واقع شده‌است. سی‌کلیف ۴٫۸۸ متر بالاتر از سطح دریا واقع شده‌است.